# Desmodora mediterranea
Desmodora mediterranea är en rundmaskart som först beskrevs av Christian Wieser 1954.  Desmodora mediterranea ingår i släktet Desmodora och familjen Desmodoridae. Inga underarter finns listade i Catalogue of Life.